# Framing Framers
Pour plus de détails, voir Fiche technique et Distribution.
Framing Framers est un film américain réalisé par Ferris Hartman, sorti en 1917.

## Synopsis
Gordon Travis, un journaliste jeune et ambitieux, se retrouve imbriqué dans la rivalité politique entre deux candidats à la mairie lorsqu'il découvre des informations compromettantes à propos d'un des candidats, Harrison Westfall. Celui-ci lui envoie deux hommes de main qui le rouent de coups et le laissent presque évanoui. Il est recueilli par Brandon, le rival de Westfall, qui a parié qu'un quelconque vagabond, bien habillé, peut être admis dans la haute société. Gordon joue le jeu, courtise  et gagne le cœur de Ruth Westfall, ce que Brandon espère être la cause de la chute politique de son rival. Après avoir poussé les deux candidats à abandonner leur candidature, Gordon décide de se présenter et gagne à la fois les élections et une femme. 

## Fiche technique
- Titre original : Framing Framers
- Réalisation : Ferris Hartman
- Scénario : Philip D. Hurn
- Adaptation : George DuBois Proctor
- Photographie : Elgin Lessley
- Société de production : Triangle Film Corporation
- Société de distribution : Triangle Distributing Corporation
- Pays d’origine :  États-Unis
- Langue originale : anglais
- Format : noir et blanc — 35 mm — 1,37:1 — Film muet
- Genre : Comédie dramatique
- Durée : 5 bobines
- Dates de sortie :
  - États-Unis : 30 décembre 1917

## Distribution
- Charles Gunn : Gordon Travis
- Edward Jobson : Addison Hale
- George C. Pearce (en) : Harrison Westfall
- Laura Sears : Ruth Westfall
- Edward Martin : Sylvester Brandon
- Lee Phelps : Lonnie Gorman
- Mildred Delfino : Grace Garwood
- Eugene Burr : J.A. Kingston
- Anna Dodge : Mme O'Mears
- Verne Peterson : homme de main
- Leo Willis : homme de main
- Arthur Millett : John Cameron
- A.C. Lamsay : Arthur Kingston